# Masaya Nishitani
Masaya Nishitani (født 16. september 1978) er en tidligere japansk fodboldspiller.
Han har spillet for flere forskellige klubber i sin karriere, herunder Cerezo Osaka og Consadole Sapporo.